# 大道良夫
大道 良夫（だいどう よしお、1948年8月10日 -  ）は、日本の銀行家。滋賀銀行頭取を務めた。

## 来歴・人物
滋賀県出身。1972年に大阪大学経済学部を卒業し、同年に滋賀銀行に入行した。2001年6月に取締役、2003年6月に常務、2006年4月に専務を経て、2008年6月には頭取に就任。2016年4月に会長に就任し、2020年6月には相談役に就任。
2019年11月に旭日中綬章を受章。